# Крапивянский, Николай Григорьевич
Никола́й Григо́рьевич Крапивя́нский (16 [28] декабря 1889, Володькова Девица, Черниговская губерния — 21 октября 1948, Нежин, Черниговская область) — советский военный и государственный деятель, офицер Русской императорской армии, участник Первой мировой и Гражданской войн.

## Биография
Родился в селе Володькова Девица (ныне Носовского района Черниговской области, Украина) 16 (28) (по другим данным, 5 (17)) декабря 1889 года в зажиточной украинской семье казацкого происхождения. Его отец долгое время был волостным старшиной.
Учился в двухкомплектной земской школе, сдал экстерном экзамены за неполный курс гимназии.
В августе 1913 года окончил Чугуевское военное училище.

### Первая мировая война
Участник Первой мировой войны. Воевал в составе 74-го пехотного Ставропольского полка на Юго-Западном фронте (8-я Армия, 12-й армейский корпус). Командовал ротой, был дважды ранен (02.10.1914 г. и 14.01.1916 г.). За боевые отличия неоднократно награждался орденами, был удостоен Георгиевского оружия. Дослужился до подполковника (старшинством с 10.10.1916, — ВП от 28.01.1917).
С февраля 1917 года — большевик; вместе с Н. В. Крыленко вёл пропагандистскую работу. После фронтового съезда, состоявшегося в мае 1917 года, был отдан под суд.

17 декабря 1917 года был избран командиром 12-го армейского корпуса. Илья Дубинский так описывает эти события: 
В это время вихрем на сцену ворвался Крапивянский. С красным флагом в руках он крикнул: «Октябрьская революция победила сегодня и в нашем корпусе. Штаб корпуса окружён большевистскими 74-м и 75-м полками … Генерал Аджиев и эмиссар Петлюры Степура, которые хотели убежать, арестованы. Да здравствует Ленин! Да здравствует партия большевиков! Долой войну, капиталистов и помещиков!» … Только на третий день закончился Чрезвычайный съезд … Командиром корпуса был избран большевик Н. Г. Крапивянский.
С декабря 1917 по февраль 1918 года Крапивянский по приказу Антонова-Овсеенко возглавлял остатки 19-й пехотной дивизии, которая помогала Румчероду сдерживать натиск румынских войск. 18 февраля 1918 года, когда в боевые действия против Румчерода вступили и австрийские войска, Крапивянский отошёл к Вознесенску на соединение с Тираспольским отрядом Якира и Гарькавого. Вместе они образовали 2-ю революционную армию, начальником штаба которой был назначен Крапивянский.
После отступления 2-й революционной армии под натиском австро-германских войск к Таганрогу и Миллерово, Крапивянский назначил вместо себя П. Е. Княгницкого, а сам отправился в Царицын. Не найдя общего языка с местным руководством, вскоре уехал в Москву в распоряжение Всеукраинского бюро для руководства повстанческой борьбой против немецких оккупантов (Повстанбюро).
В начале мая 1918 года Крапивянский в московской гостинице «Дрезден» встретился с А. С. Бубновым, одним из руководителей Повстанбюро. Бубнов назначил его уполномоченным по организации Центрального военно-повстанческого штаба Черниговской и части Полтавской губерний. Перед отправкой со специальной группой Крапивянский посетил С. И. Аралова, в то время начальника Оперативного отдела Народного комиссариата по военным делам Советской России, для уточнения задач повстанцам. После детального инструктажа в Повстанбюро, который провёл руководитель вооружения отрядов и частей И. А. Баварский, в середине мая 1918 года Крапивянский отбыл на Черниговщину, где летом возглавил партизанский отряд, действовавший против австро-германских оккупантов.

### Гражданская война
В августе 1918 года, во исполнение приказа № 1 Всеукраинского центрального военно-революционного комитета о начале всеобщего восстания против гетмана Скоропадского и немецких войск, Крапивянский, командуя партизанскими отрядами, начал боевые действия в Черниговской губернии, которые, однако, вскоре были подавлены оккупационными властями, а сам он вынужден был уйти в нейтральную зону между Украинской Державой и Советской Россией.
С 22 сентября 1918 года — начальник 1-й Украинской повстанческой дивизии. В начале декабря 1918 года был отозван с должности из-за того, что дивизия не выполнила приказ Всеукраинского центрального военно-революционного комитета о передислокации с киевского направления на харьковское.
В дальнейшем возглавлял штаб формирования частей 1-й Украинской советской армии. С февраля по май 1919 года, находясь в составе Вооружëнных Сил Украинской ССР, был военным комиссаром и комендантом Нежина.
С 8 сентября 1919 по 18 января 1920 года Крапивянский возглавлял 60-ю стрелковую дивизию РККА. В феврале 1920 года был назначен начальником тыла 12-й армии РККА, одновременно в апреле-мае командовал 47-й стрелковой дивизией РККА, которая отличилась в боях с войсками Деникина за Черниговщину и Киев и против польских войск на мозырском, олевском и овручском направлениях.

### Служба в мирное время
Осенью 1920 года ЦК КП(б)У отозвал Крапивянского из Красной Армии и направил в распоряжение Черниговской губернской партийной организации. В начале 1921 года он был назначен начальником войск Всеукраинской чрезвычайной комиссии и уполномоченным правительства УССР по борьбе с бандитизмом. Впоследствии возглавлял войска ВЧК Украины и Крыма, в дальнейшем — старший инспектор погранвойск СССР.
В 1923 году военная карьера Николая Крапивянского закончилась в должности инспектора боевой подготовки при Штабе РККА, и уже с 1924 года он был направлен на хозяйственную работу в Прикаспий. Там на реке Эмбе он занимался восстановлением нефтяных промыслов. Впоследствии в качестве члена коллегии Народного комиссариата совхозов Крапивянский занимался созданием совхозов в Поволжье.
В 1933 году в связи с приходом в Германии к власти фашистов Крапивянскому как опытному специалисту по организации подпольной работы была поручена разработка вопросов партизанского движения. Но уже в 1936 году это направление деятельности было свёрнуто, учитывая изменение взглядов руководства СССР на международное положение. Крапивянского перевели в НКВД, где он занимался инспектированием объектов, на которых был задействован труд заключённых. Впоследствии он перешёл на сугубо гражданскую работу начальника участка Угличского района строительства канала Москва-Волга.

### Последние годы
В 1937 году Крапивянский был репрессирован — исключён из ВКП(б) как троцкист и активный участник контрреволюционной организации, 31 мая 1938 года был арестован в Рыбинске и 20 июля 1940 года приговорён к 5 годам лишения свободы. Наказание отбывал в Усть-Вымском лагере (Коми АССР).
После освобождения в 1943 году первое время проживал в Буинске, а после освобождения Украины от немецко-фашистских захватчиков вернулся в Нежин, где работал лесником. Через два года перебрался в Москву, но 27 апреля 1948 года был вынужден снова вернуться в Нежин, выполняя запрет на проживание в столице. Работал конюхом в нежинской больнице. Умер в Нежине. Реабилитирован в 1956 году.

## Семья
- Сын, Георгий Николаевич (1920—1993), — участник Великой Отечественной войны. После увольнения из армии в звании капитана в 1946 году, работал главным инженером, начальником геологоразведочных партий, затем в Министерстве геологии СССР. В 1955 в числе «тридцатитысячников» был направлен в сельское хозяйство. Пять лет возглавлял колхоз «Рассвет» в Калужской области. Во времена хрущевской «оттепели» по собственным собранным материалам написал книгу о Н. Щорсе, раскритиковав его посмертный культ. Книга была поддержана старым большевиком, участником гражданской войны С. Араловым, но не была пропущена в печать. В марте 1960 года Аралов и Крапивянский были приглашены для объяснений в ЦК КПСС, где были вынуждены отказаться от своих «антищорсовских» выводов. Позже Г. Н. Крапивянский работал старшим инженером в одном из министерств, замдиректора Училища живописи и ваяния им. Революции 1905 года по хозяйственной части.[4]

## Награды
- Медаль «В память 300-летия царствования дома Романовых» (1913)
- Орден Св. Анны IV-й степени с надписью «За храбрость» (ВП от 25.04.1915)
- Георгиевское оружие (утв. ВП от 10.12.1915), за бои 01-02.10.1914:

«В бою с австрийцами, 1 октября 1914 г., командуя сначала ротой, а потом, за убылью офицеров, двумя ротами, атаковал и выбил противника из д. Злотовице, лично доведя роты до штыкового удара. 2 октября, переходя в контратаку, штыками 3 раза отбивал атакующего в превосходящих силах противника».
- Орден Св. Станислава III-й степени с мечами и бантом (ВП от 30.08.1915)
- Орден Св. Станислава II-й степени с мечами (ВП от 09.01.1917)
- Орден Св. Анны III-й степени с мечами и бантом (Приказ Временного Правительства от 31.05.1917)
- Орден Красного Знамени РСФСР как командиру 60-й стрелковой дивизии (1920 год)[7][8]

## Память
- В 1971 году в селе Володькова Девица (до 2016 года село носило название Червоные Партизаны) установлен памятник Крапивянскому работы скульптора М. П. Короткевича и архитектора Л. Д. Куликова. 16 июля 2020 года памятник был демонтирован[9].
- Одна из улиц Нежина (ныне — ул. Графская) до 2016 года носила имя Крапивянского, а на доме № 69 по ул. Авдеевская установлена мемориальная доска.
- В Чернигове, на Аллее Героев, был установлен бюст-памятник Николаю Крапивянскому. 17 апреля 2015 года бюст Крапивянского сброшен с пьедестала неизвестными активистами и сдан в музей[10].